# Поварчицы
Поварчицы — деревня в Старобинском поселковом Совете, за 17 км от районного центра.

## Географическое положение
Деревня Поварчицы находилась на несколько возвышенном месте посреди болотистых мест. Поэтому когда-то очень давно здесь и поселились первые люди. Со всех сторон её окружали болота, которые и служили естественной защитой поселившимся здесь людям. Болота были осушены только в конце 50-х годов XX века.

## История
Есть легенда, которая гласит, что в далекие времена в этом месте поселились три человека — Новак, Долмат и Прокоп, от которых и пошли жители Поварчиц. Действительно, основная масса жителей деревни носит фамилии Новик, Долматович и Прокопович. В XVI веке известно как село шляхетская собственность в Березенской волости Слуцкого княжества. В 1566 году содержала 12 служб. В 1627 году входила в состав имения Метявичи. Была частной собственностьб князя Д. Радзивилла. В 1795 году упоминается как деревня Поварчицы. В то время насчитывала 23 двора, 135 сельских жителей (62 муж., 73 жен.), входила в Слуцкий повет Минской губернии. В 1800 году — 23 двора, 102 жителя. Согласно переписи 1811 года, в деревне проживало 30 семей, мужского населения 64 человека. Из 30 семей, восемь носили фамилию Прокопович. Также проживали Максимовичи, Якимовичи, Долматовичи, Новики. В 1858 году деревня и фольварк, 231 сельский житель мужского пола, частная собственность князя П. Витгенштейна. В 1870 году в Старобинской волости Слуцкого повет. Имеется каплица, питейный дом. В 1897 году 65 дворов, 482 жителя. В начале XX века более 826 десятин земли, в Старобинской волости Слуцкого повета. В 1902 году открыта церковно-приходская школа, для которой земством был построен дом. В 1909 году уже 86 дворов, 522 жителя. Деревня относилась к приходу Старобинской Святониколаевской церкви. В 1917 году — 96 дворов, 647 жителей, а в 1926 году — 134 двора, 753 жителя. В процессе коллективизации, в 1930 году был организован колхоз имени Будённого. Работала кузница. В начале 1941 года — 138 дворов, 552 жителя. Наибольшего развития деревня Поварчицы достигла в конце 60-х, начале 70-х годов XX века. В 1970 году насчитывалось 845 жителей. Работал клуб, деревня жила активной культурной жизнью. Развивалась художественная самодеятельность, показывали фильмы. Работала амбулатория. На 1 января 2004 года насчитывалось 165 дворов, 364 жителя. В настоящее время не работают магазин, клуб, библиотека.
Работают фельдшерско-акушерский пункт и ферма.